# Strug (rzeka)
Strug – rzeka w województwie podkarpackim o długości ok. 35 km, prawy dopływ Wisłoka. Jej średnia szerokość wynosi od 3 do 5 m, przy głębokości nie przekraczającej 3 m. Górny bieg Struga od ujścia Tatyny nosi nawę Ryjak. Do rzeki wpadają potoki Chmielnik (w Kielnarowej) i Tatyna (na południe od Borku Starego). Dno ma charakter mulisty i kamienisto-żwirowy. Do jego fauny zaliczają się: klenie, jazie, okonie i pstrągi, a także szczupaki.
Miejscowości w dolinie rzeki utworzyły Regionalne Towarzystwo Rolno-Przemysłowe „Dolina Strugu” z siedzibą w Błażowej.